# Fissure orbitaire supérieure

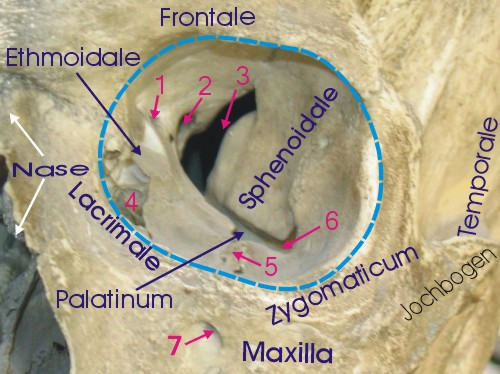
1- Foramen ethmoïdal antérieur, 2- Canal optique, 3- Fissure orbitaire supérieure, 4- Fosse du sac lacrymal, 5- Sillon infra-orbitaire, 6- Fissure orbitaire inférieure, 7- Foramen infra-orbitaire.

La fissure orbitaire supérieure (ou fente sphénoïdale) est un canal situé dans la cavité orbitaire entre la petite et la grande aile de l'os sphénoïde. Elle fait communiquer la cavité orbitaire et la fosse crânienne moyenne.

## Description
La fissure orbitaire supérieure est limitée :
- en haut : par la face inférieure de la petite aile du sphénoïde ;
- en bas : par le bord supérieur de la grande aile du sphénoïde ;
- médialement : par la face latérale du corps du sphénoïde ;
- latéralement : par la réunion de la petite et de la grande aile du sphénoïde.

## Contenu
Un anneau tendineux : l'anneau de Zinn occupe la partie médiale antérieure de la fissure orbitaire supérieure. Il donne insertion à des muscles oculo-moteurs : les muscles droits supérieur, inférieur, latéral et médial de l’œil.
Dans l'anneau de Zinn passent :
- le nerf oculomoteur,
- le nerf naso-ciliaire,
- le nerf abducens.

A l'extérieur de l'anneau de Zinn passent :
- le nerf trochléaire,
- le nerf frontal
- le nerf lacrymal,
- les veines ophtalmiques supérieure et inférieure.

### Article lié
- Syndrome de Tolosa-Hunt